# 甸尼人
甸尼族是一支住在加拿大北方溫帶氣候區域和北極地區的原住民，甸尼「Dene」一詞常在阿撒巴斯卡語系中的許多語言裡，作為代表「人」的一詞。
甸尼族的語言屬於阿撒巴斯卡語系，和納瓦霍族（Navajo）的語言是親戚。

## 位置
他們住在馬更些河村裡，但也分布在努納瓦特的西方。另外，在西育空、卑詩省的北部、亞伯達省、薩斯喀徹溫省、馬尼托巴省、阿拉斯加和美國等地都能發現他們的足跡。
此外，他們是第一個住在西北領地的民族。在加拿大北部，因紐特人和甸尼人曾是歷史上的世仇。
甸尼族人目前在加拿大最大的社區是西北領地的Rae-edzo。

## 民族誌
甸尼族群包含了五個主要的群體：
- 奇標揚住在大奴湖的東方。也包含住在曼尼托巴省塔杜勒湖旁的薩伊斯甸尼族。
- 特利喬(道格瑞普)住在大奴湖和大熊湖之間。
- 黃刀鎮(耶羅納夫)以前住在大奴湖的北方，但現在已吸收至奇標揚群裡。
- 斯拉維(奴)沿著馬更些河居住，位在大奴湖的東南方。
- 沙圖(沙圖提納)包含了Locheux、納漢尼和大熊湖等族群，他們住在西北領地的西南方。

其他也可能被認為是甸尼族身份的族群：
- 特薩蒂納(薩塞埃)[3]現住在亞伯達省的卡加利。
- Dakelh(Carrier)分布在卑詩省的中心和北部，他們的次族群是威特蘇威登。
- 奇爾科廷住在卑詩省中部同名的奇爾科廷區。
- 卑詩省的北部的塔爾坦、卡斯卡和塞卡尼和住在卑詩省東北部及亞伯達省西北部的海貍族。另外，現已滅絕但曾住在卑詩海峽北端，與阿拉斯加交界處，波蘭運河的澤索特，也是甸尼族的一支。
- 另一個消滅的族群，尼可拉阿撒巴斯卡族，又名Stuwix。在1700年代晚期的時候從卑詩省北方遷移到南方的尼可拉村，之後被尼可拉人吸收而滅族。
- 育空和阿拉斯加地區的哥威迅、塔納納和其他民族等也被認為是甸尼族的一部份，因為他們是說阿撒巴斯卡語民族的一份子。

在2005年時，甸尼族的長老們決定加入非聯合國會員國家及民族組織，去尋找祖先文化和土地權的認同。

## 語言
甸尼族的語言屬於納甸尼語族的北阿撒巴斯卡語系，並且和美國納瓦霍和阿帕契的南阿撒巴斯卡語系是親戚。

## 名人
- Thanadelthur(c. 1697—2月5日, 1717)，一個屬於奇標揚族的女人，也是一個嚮導跟解釋者，他曾經幫助克里人和奇標揚人之間建立一個和平的條約。
- 埃塞爾‧布朗丹‧安德魯Ethel‧Blondin‧Andrew曾任西北極地區的國會議員及北方發展部的國務部長。
- Leela‧Gilday加拿大的民歌歌手，2002年曾經三度獲得加拿大原住民音樂獎的冠軍，隔年得到茱諾獎提名，並於2007年拿下冠軍。
- Kathy‧Ettibar有著健談人格的著名加拿大音樂家。
- 塔莫·潘尼凯Tahmoh‧Penikett一個美國演員，著名的作品有玩偶特工和星際大爭霸。塔莫的媽媽Lulla‧Sierra‧Johns擁有甸尼族的血統並且在育空的Snag鎮出生。
- 保羅‧安祖魯Paul‧Andrew新聞記者，專門報導甸尼族，並且獲得全國原住民成就獎的肯定。
- 理查‧凡‧坎帕Richard‧Van‧Camp名道格瑞普的作家，說故事的人和童書作者，他來自西北領地的斯密司堡。
- Lynx River在加拿大影集North of 60裡故事主要的發生地，即是斯拉維(奴)群甸尼族的社區。[4]

## 延伸閱讀
- Abel, Kerry M. Drum Songs: Glimpses of Dene History. McGill-Queen's studies in ethnic history, 15. Montreal: Buffalo, 1993. ISBN 0-7735-0992-5
- Bielawski, E. Rogue Diamonds: Northern Riches on Dene Land. Seattle: University of Washington Press, 2004. ISBN 0-295-98419-8
- Holland, Lynda, Celina Janvier, and Larry Hewitt. The Dene Elders Project: Stories and History from the Westside. La Ronge, Sask: Holland-Dalby Educational Consulting, 2002. ISBN 0-921848-23-4
- Marie, Suzan, and Judy Thompson. Dene Spruce Root Basketry: Revival of a Tradition. Mercury series. Hull, Quebec: Canadian Museum of Civilization, 2002. ISBN 0-660-18830-9
- Marie, Suzan, and Judy Thompson. Whadoo Tehmi Long-Ago People's Packsack: Dene Babiche Bags : Tradition and Revival. Mercury series. Gatineau, Québec: Canadian Museum of Civilization, 2004. ISBN 0-660-19248-9
- Moore, Patrick, and Angela Wheelock. Wolverine Myths and Visions: Dene Traditions from Northern Alberta. Studies in the anthropology of North American Indians. Lincoln: University of Nebraska Press, 1990. ISBN 0-8032-8161-7
- Ryan, Joan. Doing Things the Right Way: Dene Traditional Justice in Lac La Martre, N.W.T.. Calgary: University of Calgary Press, 1995. ISBN 1-895176-62-X
- Sharp, Henry S. Loon: Memory, Meaning, and Reality in a Northern Dene Community. Lincoln: University of Nebraska Press, 2001. ISBN 0-8032-4292-1
- Watkins, Mel. Dene Nation, the Colony Within. Toronto: University of Toronto Press, 1977. ISBN 0-8020-2264-2